# Padogobius
A Padogobius a csontos halak (Osteichthyes) főosztályának a sugarasúszójú halak (Actinopterygii) osztályába, ezen belül a sügéralakúak (Perciformes) rendjébe, a gébfélék (Gobiidae) családjába és a Gobiinae alcsaládjába tartozó nem.

## Rendszerezés
A nembe az alábbi 2 faj tartozik:
- Padogobius bonelli (Bonaparte, 1846) - típusfaj
- olasz folyamigéb (Padogobius nigricans) (Canestrini, 1867)